# 마케도니아 왕국
마케도니아 왕국(그리스어: Μακεδονικό βασίλειο), 약칭 마케도니아(Μακεδονία)는 그리스 반도의 최북방에 있던 고대 왕국으로, 서쪽으로는 에페이로스, 북쪽으로는 파이오니아, 동쪽으로는 트라케(트라키아), 남쪽으로는 테살리아 지방과 접하였다. 알렉산드로스 대왕이 그리스를 비롯하여 인더스강까지 진출하면서, 마케도니아는 짧은 기간 동안 고대 근동에서 헬라스의 초강대국이 되었다. 이 때를 기점으로 그리스 역사의 헬레니즘 시대가 시작된다.

## 어원
'마케도니아'(Μακεδονία)라는 나라 이름은 고대 그리스어 낱말 '마케드노스'(μακεδνός)와 연관이 있다. 보통 이 낱말은 원래 '높은 것', '고지 사람'을 뜻하는 말로, 아마 고대 마케도니아인을 일컫는 말이었을 것이다.

## 역사

### 초기 역사와 전설
마케도니아의 첫 기지 아이가이(Αιγαί) 주변 땅은 여러 민족들이 살던 곳이었다. 마케도니아는 '에마티아'(에마티온 왕의 이름에서 나온 말이다.)라고 불렸으며, 아이가이 신화에 나오는 미다스 임금의 도읍인 '에데사'로 불렸다. 전설에 따르면, 카라노스가 수많은 그리스인을 데리고 새 터전을 찾아 이곳으로 와 에데사에 정착하여 이 곳 이름을 아이가이로 개칭하였다고 한다. 그런 다음 카라노스는 미다스와 다른 임금들을 이 땅에서 쫓아내고 자신의 새 왕국을 세웠다. 헤로도토스에 따르면, 헬렌(Ἕλλην)의 아들인 도로스(Δώρος)가 자신의 백성을 히스타이오티스로 이끌어 이 곳에서 카드메이아 사람들에게 핀도스 산맥으로 쫓겨나 정착하여 마케도니아인이 되었다고 한다. 나중에 그 한 갈래 무리가 더 남쪽으로 이주하여 도리아 인으로 불리게 되었다.
마케도니아의 첫 나라는 처음 기원전 8세기 또는 기원전 7세기 초 아르고스 왕조가 통치하면서 생겼는데, 전설에 따르면 아르고스 왕조는 펠로폰네소스 반도의 아르고스 시에서 이곳으로 이주해 왔다고 한다.(그래서 이름도 아르고스 왕조이다)). 아르고스 왕조의 통치를 받는 마케도니아인 부족도 아르게아다이 사람('아르고스에서 전래한'이란 뜻으로 번역된다)으로 불렸을 것이다.
마케도니아 왕국은 할리아크몬강과 악시오스강이 흐르는 비옥한 충적 평야에 자리잡고 있으며, 올륌포스 산의 북쪽으로 '하부 마케도니아'라고 불렸다. 알렉산드로스 1세 시대에 아르게아다이 마케도니아 사람들은 당시 륀케스타이나 엘미오타이 등 독립적인 마케도니아 부족들이 살던 상부 마케도니아와, 서쪽으로는 악시오스 강을 넘어 여러 트라케 부족이 살던 에오르다이아, 보티아이아, 뮈그도니아, 알모피아 영토를 넓히기 시작하였다. 페르디카스 1세 임금(혹은 그의 아들인 아르가이오스 1세일 공산이 크다)이 오늘날 베리아(베로이아) 시 주변에 자신의 도읍인 아이가이(오늘날의 베르기나)를 세웠다. 다리우스 1세의 페르시아 제국의 지배를 잠시 받은 뒤, 이 나라는 알렉산드로스 1세 임금 때 독립을 되찾았다.

기원전 431년경 펠로폰네소스 전쟁 중 마케도니아.

기나긴 펠로폰네소스 전쟁 시대에 마케도니아는 2류 국가로, 스파르타와 아테나이를 번갈아 지원하였다.

### 고대 그리스와의 관계
기원전 4세기 전에 마케도니아 왕국은 근대 그리스의 마케도니아 관구에 해당하는 지역 대부분을 아울렀다. 아뮌타스 3세 임금이 드디어 마케도니아 통일 왕국을 이루었으나, 왕국에서 가축이 풍부한 해안 평야 지방과 고립된 부족들이 사는 험한 배후지가 서로 융합되지 못하였고 왕과 혼인 관계를 통해 이어져 있을 따름이었다. 이들은 일리리아에서 북쪽과 북서쪽으로 오랑캐들이 침공하던 산 고개들을 장악하고 있었다. 이 시기에 마케도니아는 점점 아티케화되었는데, 당시 저명한 아테나이 사람들은 마케도니아인을 야만적인 사람으로 치부하였다. 마케도니아는 분명 그리스어의 방언을 썼으나, 남쪽의 도시 국가의 많은 이들이 쓰는 그리스어로는 완전히 인정받지 못했는데, 마케도니아인들이 남쪽 사람들의 정치 형태에 기반한 폴리스와 문화와는 다른 사회였기 때문이었다.
4세기에 마케도니아는 고대 그리스의 남쪽 도시 국가들의 정치에 점차 발을 들여놓게 되었으나, 마케도니아는 처음의 아이가이(오늘날의 베르기나) 또 나중의 도읍 펠라의 궁전 문화에서 볼 수 있듯 고졸기의 특징을 견지하였으며, 고전기 헬라스 도시 국가보다는 뮈케나이 문화에 더 가까웠고, 그 밖에도 필리포스 임금이 여러 아내를 둔 것처럼 고졸기의 풍습을 지녔다.
그 밖에 또 고졸기 문화의 잔재로 마케도니아 왕국이 세습 군주제를 강하게 고집하여 왕이 강력한(때론 절대적인) 권력을 행사하였던 점을 들 수 있는데, 다만 때때로 토지 귀족들의 견제를 받거나 종종 왕가 내부의 권력 투쟁이 일어나기도 하였다. 마케도니아의 군주제는 남쪽 그리스 문화와 크게 대조되었다. 그리스에서는 독자적인 도시국가들이 대개 귀족정이나 민주정 체제를 갖추었으며, 사실상 군주인 참주의 경우에도 대개 권력 세습은 일반적으로 용인되는 관습이 아니었고, 스파르타에서는 군사 지휘관과 성직자로서 두 세습 군주를 두던 것은 예외적인 사례였다. 마케도니아나 그리스 모두 봉토와 같은 봉건 제도가 있었던 것은 사실이었을테지만, 마케도니아에서는 봉건 제도가 역사 시대까지 계속 지속되었던 것 같다. 그리스에서는 마케도니아가 발흥하기 전부터 이러한 제도가 도시 국가에서 폐지되었다. (가장 유명한 사례가 솔론의 세이사크테이아 법(σεισάχθεια)이다.)
아뮌타스에게는 세 아들이 있었다. 장남인 알렉산드로스 2세와 차남인 페르디카스 3세는 짧은 기간 동안 통치하였다. 페르디카스 3세의 어린 후계자는 아뮌타스의 셋째 아들 필리포스 2세에 폐위당하고, 필리포스 2세는 스스로 왕이 되어 마케도니아가 그리스를 지배하는 시대를 열었다.

### 그리스 제패

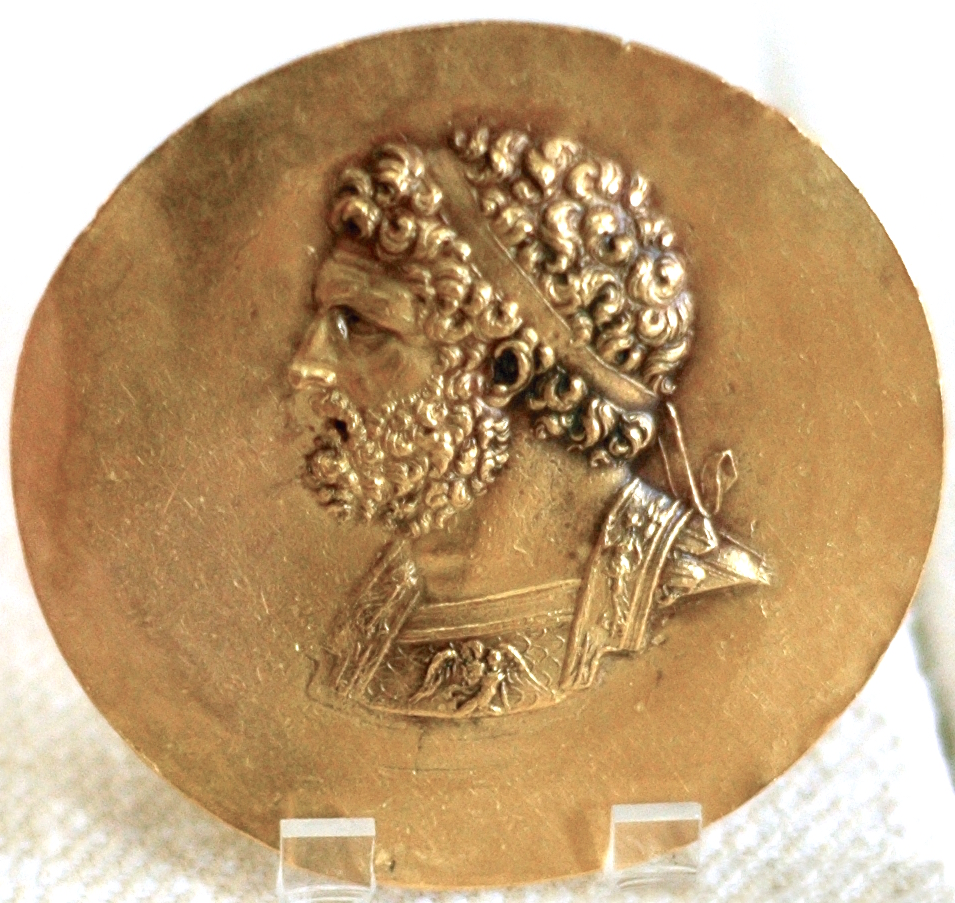
마케도니아의 임금 필리포스 2세.

필리포스 2세 시대에 마케도니아는 파이오니아인, 트라키아인, 일리리아인의 땅까지 영토를 넓혔다. 또 펠라고니아와 남부 파이오니아도 병합하였다.

필리포스 2세 사후의 마케도니아 왕국.

필리포스는 전통적인 호플리테스 군대의 전투력을 제고하고자 여기에 여러 가지 변화를 주어 마케도니아의 군대를 개혁하였다. 그는 중무장 기병대인 헤타이로이와 경보병대를 신설하였는데, 둘 다 매우 유연하고 군대와 잘 대응하였다. 또 주력 보병대의 경우 창의 길이를 늘리고, 방패 크기를 줄여 공격 능력을 신장하였다.
필리포스는 왕국의 영토를 급속히 넓히기 시작하였다. 그는 북쪽으로 일리리아인 등 非그리스인 종족들을 공격하여, 북부 국경을 확보하고, 전사로써 큰 명성을 얻었다. 그 다음은 동쪽으로 진출하여 에게 해 북쪽 해안의 영토를 얻었다. 이 지방의 가장 중요한 도시는 암피폴리스로, 트라케의 관문을 장악할 수 있는 도시였으며, 귀중한 은광도 가까웠다. 이 지역은 아테나이의 영토였으며, 이들은 여전히 암피폴리스를 자신들의 영역으로 여겼다. 아테나이는 떠오르는 마케도니아를 견제하려고 하였으나, 동맹국 전쟁이 일어나면서 제대로 손을 쓰지 못했다. 이들은 필리포스가 군대를 남쪽으로 돌려 테살리아의 상당 지역을 점령했을 때도 거의 막지 못하였다.
테살리아를 장악하면서 필리포스는 그리스 중앙의 정치에 가깝게 개입할 수 있게 되었다. 기원전 356년에 제3차 신성 전쟁으로 포키스가 테바이와 그 동맹국과 전쟁을 벌였다. 테바이는 마케도니아인을 군대에 끌어들여, 크로코스 평야 전투에서 필리포스는 포키스와 아테나이 동맹국에 결정적인 승리를 거두었다. 그리하여 마케도니아는 근린 동맹에서 패자(覇者)가 되었고 필리포스는 퓌티아 경기의 수장이 되어 마케도니아는 그리스 정계 중심의 패권을 다졌다.
아테나이와 계속 투쟁하면서, 필리포스는 뷔잔티온과 보스포로스 해협을 차지하고자 트라케를 따라 동진하여, 아테나이에 식량 상당수를 공급하는 흑해 곡물 공급선을 차단하였다. 뷔잔티온 공성전은 실패하였으나, 아테나이는 마케도니아의 발흥이 심대한 위협이 되었음을 깨달았으며, 데모스테네스의 지도로 마케도니아에 대항하기 위해 여러 주요 국가들의 연대를 창설하였다. 도시 국가가운데 가장 강력한 육군을 보유한 테바이도 이에 동참하였다. 카이로네이아 전투에서 동맹군은 마케도니아와 맞붙었으나 대패하였고, 필리포스와 마케도니아군은 확실하게 그리스의 지배자가 되었다.

### 마케도니아 제국

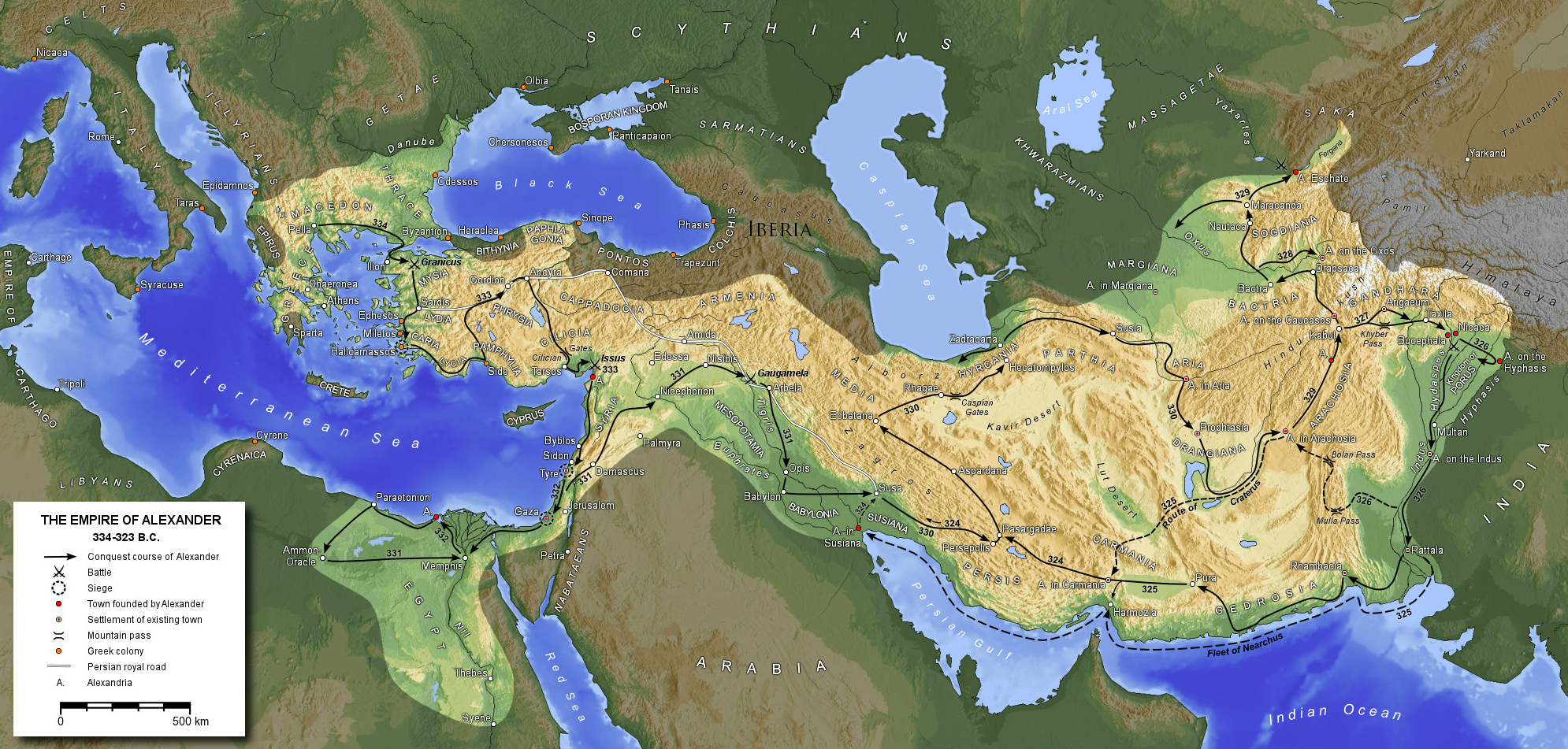
알렉산드로스 시대 마케도니아 제국의 최대 영토.

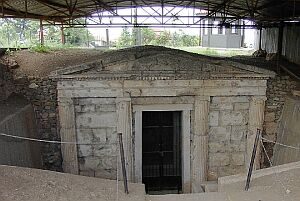
베르기나에 있는 어느 왕릉의 입구. 유네스코 세계문화유산.

필리포스 2세의 아들 알렉산드로스 대왕은 짧은 시간에 그리스의 도시 국가는 물론이고 이집트를 비롯한 페르시아 제국에다가 동쪽으로 인도 접경까지 진출하였다. 알렉산드로스는 정복당한 땅의 정치 형태를 받아들이면서도, 그리스 문화를 퍼뜨렸다. 마케도니아 제국은 알렉산드로스가 죽자 이내 여러 여러 헬레니즘 정권으로 갈라졌으나, 정복의 영향은 이어졌으며, 헬레니즘 시대를 연 옛 페르시아 제국 서쪽 영토에 새로이 세워진 그리스어권 도시에만 국한되지 않았다. 알렉산드로스 제국이 디아도코이(후계자) 사이에 분할되면서, 마케도니아는 수년 뒤인 기원전 294년에 안티파트로스 왕조로 넘어갔다.

### 헬레니즘 시대
안티파트로스와 아들 카산드로스는 마케도니아를 지배하였으나, 기원전 297년에 카산드로스가 죽자 오랫동안 내부 갈등에 휩싸였다. 데메트리오스 1세(기원전 294~288년)가 잠시 안정을 회복하였으나, 다시 내전에 빠졌다.
데메트리오스의 아들 안티고노스 2세는 용병 갈라티아인의 침략을 무찌르고, 마케도니아에서 왕가의 위상을 되찾았다. 그는 질서와 번영을 회복하였으나, 여러 그리스 도시 국가의 통제권을 잃고 말았다. 안티고노스는 안티고노스 왕조하의 안정적인 군주정 체제를 세웠다. 안티고노스 3세는 그리스 지역에 마케도니아의 패권을 다시 확립하였다.
헬레니즘 시대에 마케도니아 정권은 여타 헬레니즘 군주 국가에서 도입한 방식과 달리, 옛 고졸기의 왕권 개념을 유지한 유일한 후계 국가라는 점에서 주목할 만하다. 그리하여 마케도니아의 임금은 이집트의 프톨레마이오스 왕국이나 아시아의 셀레우코스 왕조처럼 신격화되지 않았으며, 프로스퀴네시스(προσκύνησις, 페르시아식으로 높은 계급 사람 앞에서 엎드려 예를 표하는 관습) 관습도 받아들이지 않았다. 헬레니즘 시대의 고대 마케도니아 사람들은 다른 디아도코이 나라에서 자신들을 신민으로 여긴 것보다 훨씬 허물없이 임금을 대하였으며, 임금은 정치적 결정을 내릴 때 여전히 귀족들과 상의하였다.

### 로마와 충돌하다

필리포스 5세 시대의 마케도니아 왕국

필리포스 5세와 아들 페르세우스 시대에 마케도니아 왕국은 새로이 떠오르는 강국 로마와 충돌하였다. 기원전 2~1세기에 마케도니아는 로마와 일련의 전쟁을 벌였다. 마케도니아는 기원전 197년에 필리포스 5세가, 기원전 168년에는 페르세우스가 로마에 대패하였다. 마케도니아의 패배로 안티고노스 왕가는 폐위되고, 왕국은 분할되었다. 기원전 149년에 '가짜 필리포스' 안드리스코스가 잠시 왕국을 복원하였으나, 이듬해에 로마에 패배하고, 마케도니아는 로마에 직접 지배를 받게 되어 마케도니아 속주가 설치되었다.

## 같이 보기
- 마케도니아 왕국의 군주
- 고대 그리스
- 알렉산드로스 대왕